# Thomàs Mavros
Thomàs Mavros (grec modern: Θωμάς Μαύρος) (31 de maig, 1954) fou un futbolista grec dels anys 70 i 80.
Fou un gran golejador. Té el rècord de gols al campionat grec amb 260 en 501 partits (a data de 2008), fet que li donà el sobrenom de "Déu" pels seguidors. La seva trajectòria esportiva transcorregué a dos clubs, el Panionios GSS i l'AEK Atenes FC. Amb la selecció disputà 36 partits i marcà 11 gols entre 1972 i 1984.

## Palmarès
- Lliga grega de futbol: 1978, 1979
- Copa grega de futbol: 1978, 1983

### Distincions individuals
- Màxim golejador de la lliga grega: 1978, 1979, 1985, 1990
- Bota de Plata europea: 1979